# Taintnops goloboffi
Taintnops goloboffi är en spindelart som beskrevs av Norman I. Platnick 1994. Taintnops goloboffi ingår i släktet Taintnops och familjen Caponiidae. Inga underarter finns listade i Catalogue of Life.